# لوكاس أبرهام
لوكاس أبرهام (بالإسبانية: Lucas Abraham) (مواليد 23 فبراير 1979)، هو لاعب كرة قدم أرجنتيني سابق لعب كمهاجم.

## وصلات خارجية
- (بالإسبانية) BDFA profile
- (بالإسبانية) Copa Sudamericana profile for Carabobo FC